# 김중배 (언론인)
김중배(金重培, 1934년 3월 26일 ~ )는 대한민국의 언론인, 기업인, 사회기관단체인이며 뉴스타파 함께재단 이사장이다.

## 생애
1934년 전라남도 광주군(현: 광주광역시)에서 태어났다. 1957년 전남대학교 법학과를 졸업하고 한국일보 기자로 언론계에 첫발을 디딘다. 후에 민국일보를 거쳐 1963년부터 동아일보에서 기자로 일했다. 1982년 3월부터 당대의 명문으로 꼽히는 '그게 이렇지요-김중배 세평'(1985년 6월 이후 '김중배 칼럼')을 연재했고, 1990년 동아일보 편집국장이 되었으나 이듬해 자본의 언론 통제에 항거하며 사표를 냈다.
1993년 한겨레 편집위원장, 한겨레 대표이사 사장, 2001년부터 2003년까지 문화방송 대표이사 사장을 지냈다. 참여연대, 언론개혁시민연대, 언론광장 대표로 시민운동과 언론민주화운동에 참여하였다. 저서로는 《하늘이여 땅이여 사람들이여》, 《민초여 새벽이 열린다》, 《미디어와 권력》, 《노가람의 체온》, 《시인의 죽음》, 《춘운헌 주인 의재 선생(春雲軒主人毅齋先生)》, 《잃어버린 부끄러움을 찾아서》 등이 있다.

## 저서
- 《미디어와 권력》. 나남. 1999년. ISBN 9788930036689

## 관련 서적
- 김중배기자50년기념집발간위원회. 《대기자 김중배》. 나남. 2009년. ISBN 9788930083775